# Cougar Town
Cougar Town is een Amerikaanse sitcom over Jules Cobb, een gescheiden vrouw die went aan haar nieuwe leven. Cougar is slang voor een oudere vrouw die met jongere mannen uitgaat, en verwijst naar de eerste afleveringen, waar Jules jongere mannen datet. Na enkele afleveringen doet ze dit echter niet meer, waardoor de titel niet meer echt bij de inhoud van het programma past. De schrijvers van de serie zijn zich hier bewust van, en daarom worden er vaak ook grapjes over de titel gemaakt tijdens de intro van de show. In Nederland wordt de serie sinds 23 maart 2010 op Net5 uitgezonden en herhaald door Comedy Central Family in Vlaanderen sinds begin september 2019 op Q2.

## Geschiedenis
De serie werd bedacht door Bill Lawrence en Kevin Biegel en wordt geproduceerd door Coquette Productions in samenwerking met ABC Studios. De opnamen vonden plaats in de Culver Studios te Culver City in Californië. De pilotaflevering, die in de Verenigde Staten voor het eerst werd uitgezonden op 23 september 2009, werd door 11,28 miljoen mensen bekeken. Op 12 januari 2010 maakte de American Broadcasting Company bekend dat een tweede seizoen van Cougar Town zal volgen. Op 10 januari 2011 kondigde ABC dan aan om ook een derde seizoen van de reeks te bestellen.

## Personages

### Vaste rollen
- Courteney Cox speelt Jules Cobb, een onlangs gescheiden moeder die allerlei ervaringen opdoet op het gebied van uitgaan en ouder worden. Haar jaren als twintiger bracht ze door met het opvoeden van haar zoon. Nu ze van Bobby gescheiden is, probeert ze haar verspilde tijd te herleven door met jongere mannen uit te gaan. Ze woont in een kleine plaats in Florida en leidt haar eigen makelaarskantoor.
- Christa Miller speelt Ellie Torres, de buurvrouw en beste vriendin van Jules. Ellie is getrouwd met Andy Torres en heeft met hem een zoontje, genaamd Stan. Zij is de sarcastische vertrouweling van Jules en fungeert vaak als de antagonist van Laurie.
- Busy Philipps speelt Laurie Keller, de jonge, energieke assistent van Jules. Laurie probeert haar aan te sporen om uit te gaan en plezier te hebben. Ze ziet zichzelf als de beste vriendin van Jules, terwijl Ellie in werkelijkheid haar beste vriendin is. Na een lange periode van korte relaties en onenightstands, brengt ze na enige afleveringen veel tijd door met Smith Frank, haar nieuwe vriendje.
- Brian Van Holt speelt Bobby Cobb, de werkloze ex van Jules, die tegenwoordig op een schip woont op een parkeerplaats, waardoor hij de jure dakloos is. Bobby, die voortdurend onderpresteert, stelt het geduld van Jules op de proef als ze proberen hun zoon Travis op te voeden. Hij bracht hun huwelijk grotendeels door als een weinig succesvolle golfer en nu houdt hij zich bezig met grasmaaien bij de highschool van Travis. Een oud golfkarretje is zijn enige vervoermiddel. Hij spreekt Jules altijd aan met "J-Bird".
- Dan Byrd speelt Travis Cobb, de achttienjarige zoon van Jules en Bobby. Hoewel hij telkens voor schut gezet wordt door hen, kan hij goed met zijn ouders opschieten.
- Ian Gomez speelt Andy Torres, de echtgenoot van Ellie, met wie hij een zoon heeft, Stan. Bobby en hij waren beste vrienden vóór de scheiding en nu brengt hij nog steeds veel tijd door met Bobby.
- Josh Hopkins speelt Grayson Ellis, de eigenaar van een café en de overbuurman van Jules. Grayson houdt ervan om met jongere vrouwen uit te gaan. Hij is net zoals Jules gescheiden, maar hij omarmt daarentegen het leven als alleenstaande.